# Serious Organised Crime Agency
 (décembre 2021).
Si vous disposez d'ouvrages ou d'articles de référence ou si vous connaissez des sites web de qualité traitant du thème abordé ici, merci de compléter l'article en donnant les références utiles à sa vérifiabilité et en les liant à la section « Notes et références ».
La Serious Organised Crime Agency (SOCA) était un non-departmental public body du gouvernement du Royaume-Uni qui a existé du 1er avril 2006 jusqu'au 7 octobre 2013. Le SOCA était un organisme chargé de l'application de la loi avec le soutien du Bureau de l'Intérieur, établi comme un organe corporatiste conformément à la section 1 du Serious Organised Crime and Police Act 2005. L'agence opérait au Royaume-Uni et collaborait (par son réseau de bureaux internationaux) avec beaucoup d'agences exécutives et de renseignement étrangères.
L'Agence a été formée à la suite de la fusion du National Crime Squad, du National Criminal Intelligence Service (dont certains éléments ont été intégrés à l'AVCIS), le National Hi-Tech Crime Unit (NHTCU), les sections enquête et renseignement de HM Revenue and Customs sur le trafic de drogue, la responsabilité des services de l'immigration pour les réseaux d'immigration illégale (passeurs, etc.). L'Assets Recovery Agency a intégré la SOCA en 2008, tandis que le Serious Fraud Office est resté une agence séparée.